# Amnezie
Amnezia (greacă μνήμη - fără memorie) reprezintă pierderea totală sau parțială a memoriei. Cauzele instalării amneziei pot fi numeroase, ca de exemplu aceasta poate apărea în urma unui accident, care a cauzat un traumatism la nivelul craniului, o comoție cerebrală, o infecție cerebrală (meningită, encefalită), o hemoragie cerebrală, o hipoxie cerebrală (oxigenare insuficientă), intoxicație, hipnoză sau poate apărea ca urmare a unui șoc psihic intens.
Amnezia poate fi anterogradă sau retrogradă, globală sau parțială, de scurtă durată (temporară) sau permanentă.
Amnezia infantilă se manifestă la adulți care nu-și amintesc de anumite faze din copilărie.

## Cauze
- Organice (în special, leziuni ale capului, boală organică a creierului, alcoolism, otrăviri prin somnifere sau alte substanțe)
- Psihologice (de exemplu, reprimarea amintirilor de traume mentale). O astfel de amnezie se numește psihogenă.

## Tipuri
- Amnezie retrogradă — pacientul nu-și amintește evenimentele care au apărut înainte de apariția amneziei.
- Amnezie anterogradă — pacientul își pierde capacitatea de a memora evenimente care apar după declanșarea bolii (provocată de exemplu de traume sau stres).
- Amnezie antero-retrogradă — o amnezie anterogradă cu amnezie retrogradă. Pacientul poate suferi atât de amnezie retrogradă, cât și de anterograd datorită deteriorării zonelor temporale medii și în special a hipocampului.
- Amnezie fixă — tulburări de memorie pentru evenimente curente (mai mult de câteva minute). Un element integrant al sindromului Korsakov.
- Conrad amnesia — amnezie totală sau parțială, care se limitează doar la evenimentele din perioada acută a bolii. Se produce în sindromul unic, unele forme de delir, comă, stupoare, uimitoare.
- Sindromul Korsakov — fixare severă, amnezie anterogradă și retrogradă datorată lipsei de vitamina B1 în creier, în combinație cu alte simptome. Cea mai comună cauză este alcoolismul, deși alte cauze, cum ar fi malnutriția severă, pot duce la același sindrom.
- Amnezia disociată — o amnezie, în care faptele din viața personală sunt uitate, dar memoria pentru cunoașterea universală este păstrată. Amnezia disociată este de obicei rezultatul traumei.

1. Amnezia localizată - o încălcare a memoriei unei singure modalități, restul rămân intacte. Aceste tulburări rezultă din deteriorarea părții corespondente a creierului. De exemplu, cu agnosia - afectată recunoașterea obiectelor obișnuite anterior, cu apraxia - deprinderile motorii dobândite anterior sunt afectate, cu afazie - memorie pentru cuvinte și vorbire.
2. Amnezie selectivă - pacientul uită unele dintre evenimentele care au avut loc într-o perioadă limitată de timp, dar păstrează o amintire pentru cunoașterea universală. De regulă, astfel de cazuri sunt asociate cu traume mintale care rezultă din aceste evenimente.
3. Amnezie generalizată (globală) - pacientul uită tot ce s-a întâmplat într-o anumită perioadă de timp limitată și unele evenimente care au avut loc înainte.
4. Amnezie globală tranzitorie - durează mai puțin de 24 de ore și apare, de obicei, pentru prima dată între 60 și 70 de ani.[4]
5. Amnezie continuă - pacientul încetează să mai memoreze evenimente noi și uită de asemenea unele dintre cele vechi. Cu amnezie disociativă, aceasta este extrem de rară.

- Fuga disociată — o boală mai gravă decât amnezia disociativă. Pacienții cu fugă disociativă părăsesc dintr-o dată un alt loc și își uită complet biografia și datele personale, chiar până la nume. Uneori își iau un nume nou și o nouă slujbă. Fuga disociată durează de la câteva ore până la câteva luni, uneori mai lungă, după care pacienții își amintesc deodată trecutul. În același timp, ei pot uita tot ce sa întâmplat în timpul fugii.
- Amnezia copilăriei — incapacitatea de a aminti evenimentele copilăriei și copilăriei timpurii, caracteristic tuturor oamenilor. Motivele sunt, probabil în subdezvoltarea domeniilor relevante ale creierului.
- Amnezie posthypnotică — incapacitatea de a vă aminti ce s-a întâmplat în timpul hipnozei.
- Amnezie progresivă — amnezie care se răspândește de la evenimente ulterioare până la evenimente anterioare.
- Amnezie retardată — când evenimentele care au avut loc, nu cad imediat, dar numai după o perioadă de boală.
- Amnezia amnioasă — o pierdere persistentă a memoriei și în timp nu au loc schimbări.